# Ліз Ґордон (тенісистка)
Ліз Ґордон (англ. Liz Gordon; нар. 16 травня 1957) — колишня південноафриканська тенісистка.
Здобула 1 парний титул туру WTA.
Найвищим досягненням на турнірах Великого шолома було 2 коло в одиночному та парному розрядах.

## Фінали Туру WTA

### Парний розряд (1–0)
| Результат | Дата     | Турнір                        | Покриття | Партнерка     | Суперниця                        | Рахунок  |
| --------- | -------- | ----------------------------- | -------- | ------------- | -------------------------------- | -------- |
| Перемога  | Тра 1982 | Відкритий чемпіонат Німеччини | Ґрунт    | Беверлі Моулд | Беттіна Бюнге Клаудія Коде-Кільш | 6–3, 6–4 |